# سمكة هلامية الأنف
تُشَكِّل الأسماك هُلامية الأنف أو الأسماك الشرغوفية رتبةً صغيرةً وهي رتبة أتيليوبوديفورميس (Ateleopodiformes). هذه المجموعة من الأسماك شعاعية الزعانف تُوصَف بأنها أحادية النوع، حيث أنها تحتوي على فصيلة واحدة، وهي أتيليوبوديداي (Ateleopodidae). وتتألف هذه الفصيلة من اثني عشر نوعا تنتمي إلى أربعة أجناس، لكن هذه الأسماك المُحَيِّرة تحتاج لمراجعةٍ تصنيفية. 
يعني الاسم العلمي «على شكل علجوم (Ateleopus)» من الكلمة Ateleopus (النوع النموذجي) + اللاحقة "-formes" كونها اللاحقة الخاصة برتبة الأسماك القياسية. ويأتي أصل التسمية من لغتين: اللغة الإغريقية في كلمة atelís (ἆτελής΅ "δΗήΥ") + pús (πούς΅ "ήΟγ") + اللغة اللاتينية في كلمة forma («الهيئة الخارجية»)، ويشير الجزء الإغريقي من الاسم إلى صدرية والزعانف الحوضية الُمنضَمِرة للأسماك هُلامية الأنف.

## البيئة والمواصفات
الأسماك هُلامية الأنف هي أسماك بحرية تعيش في المياه العميقة وتسكن في القاع، عُرِفَت هذه الأسماك عن طريق البحر الكاريبي، وشرق المحيط الأطلسي، وغرب ووسط البحر الهندي-الهادئ، وساحل المحيط الهادي في أمريكا الوسطى.
تتكون الهياكل العظمية لتلك الأسماك من الغضاريف بشكل أساسي (ومن هنا جاءت تسمية «الأنف الهُلامي»), وذلك بالرغم من كونها عظمياتحقيقية غير مرتبطة بالأسماك الغضروفية. رأسها كبير وأنفها منتفخ، وجسمها طويلٌ عادةً ومستدقّ نحو ذيلها، كما تمتلك زعانف ذيلية صغيرةً جدًا، وهذا فيما عدا جنس Guentherus، فزعانفها الذيلية مدمجةٌ مع الزعنف الشرجي الطويل (والذي يحتوي على سبعين زعنف شعاعي أو أكثر)، وتحتوي الزعانف الصدريةللصغار حتى عشرة شعاعات، لكنها تَضمُر في الكبار حتى تصبح شعاعًا واحدًا مُطَوَّلاً مكانه الحلق. ومرةٌ أخرى يُستثنى جنس Guentherus حيث يحتفظ ببضع زعانف عند البلوغ مُبقيًا الزعانف الحوضيةالموجودة خلف (لا تحت) الزعانف الصدرية. ومن المعتاد أن تكون الزعانف الظهريةعالية ذات قاعدةٍ قصيرة (9-13 شعاعات، ويقل وصولاً إلى ثلاثة في بعض الأسماك)، وتوجد خلف الرأس مباشرة، ولها سبعة شعاعاتٍ خيشومية. تتفاوت أطوال هذه الأنواع، وتصل أطولها حتى طول 2 م (6.6 قدم).
معظم الأنواع غير معروفة لكن يُحتَمَل أن تصبح أسماك Highfin Tadpole Fish (Guentherus altivelis) ذات أهمية لأغراض الصيد التجاري.

## النظاميات الحيوية
كثيرًا ما تُصَنَّف الأسماك هُلامية الأنف وأقاربها من السمك التنين ورفاقه في صنف العظميات طبقة ممتدات الزعانف، ومن المشكوك به أن يكون قبول هذه المجموعة الصغيرة أمرًا مبررًا، ومن المرجح أن الأقارب الأوثق قرابةً «لممتدات الزعانف»- والذين هم مازالوا أحياءً- موجودين ضمن «شوكيات الزعانف البدائية»، كما على الأرجح أنه يتعين دمج ممتدات الزعانف مع شوكيات الزعانف البدائية. تبقى «ممتدات الزعانف» في بعض التصنيفات على حدة ولكنها توضع مع شوكيات الزعانف البدائية والطبقة أحادية النوع المزماريات في فرع حيوي غير مصنف يُشمًّى Euteleostei. سوف يتطلب ذلك على الأرجح تقسيم طبقتين إضافيتين أحاديتي النوع من شوكيات الزعانف البدائية، وعلى الأرجح أيضًا أن هذا التقسيم لن يكون الحل الأمثل نظرًا إلى الكميات الهائلة من الأصنوفات الصغيرة التي سوف تخلقها. في الواقع أنه في بعض المعالجات العلمية تصنف الأسماك هُلامية الأنف في طبقة أحادية النوع تُدعى Ateleopodomorpha.
صُنِفت Ateleopodidae (الأسماك هُلامية الأنف) أيضًا في رتبة براقيات أو فانوسيات الأنوف مما يؤدي إلى طبقاتٍ إضافيةٍ أخرى. علاقات هذه التصنيفات بالأصنوفات المذكورة سلفًا لم يُتَفق عليها بشكل نهائي، وبغض النظر عن تسميتهمProtacanthopterygii sensu lato أو Euteleostei, فإن الوراثيات العرقية لهذه المجموعة من العظميات متوسطة التقدم تحتاج المزيد من الدراسة.

## حواشٍ
1. 1 2  William Eschmeyer; Jon D. Fong (23 Dec 2011). ""Pisces"" (PDF). Animal Biodiversity: An Outline of Higher-level Classification and Survey of Taxonomic Richness (بالإنجليزية). 3148 (1): 26–38. ISBN:978-1-86977-849-1. ISSN:1175-5334. QID:Q19402385.
2. ↑  Nelson (2006): pp.212-213
3. ↑  Woodhouse (1910), Glare (1968-1982), FishBase (2006)
4. 1 2  Olney (1998), Nelson (2006): p.213
5. ↑  FishBase (2006), Nelson (2006): pp.212-213, Diogo (2008)
6. ↑  Nelson (2006): pp.212-213, Diogo (2008)

## وصلات خارجية
- National Geographic News, [<a href="http://news.nationalgeographic.com/news/2009/09/090921-brazil-bizarre-fish-video-ap.html">http://news.nationalgeographic.com/news/2009/09/090921-brazil-bizarre-fish-video-ap.html</a> "Bizzare Fish Found In Brazil"], September 22, 2009 (includes video of a possible new species of Jellynose)

قالب:Actinopterygii